# العدنة (بني وائل)

تعديل مصدري - تعديل

العدنة محلة تابعة لقرية الحمراء، التابعة لعزلة بني وائل بمديرية حزم العدين إحدى مديريات محافظة إب في الجمهورية اليمنية، بلغ تعداد سكانها 44 حسب تعداد اليمن لعام 2004.